# Sericoptera reducta
Sericoptera reducta là một loài bướm đêm trong họ Geometridae.